# الساندرو اسکارلاتی

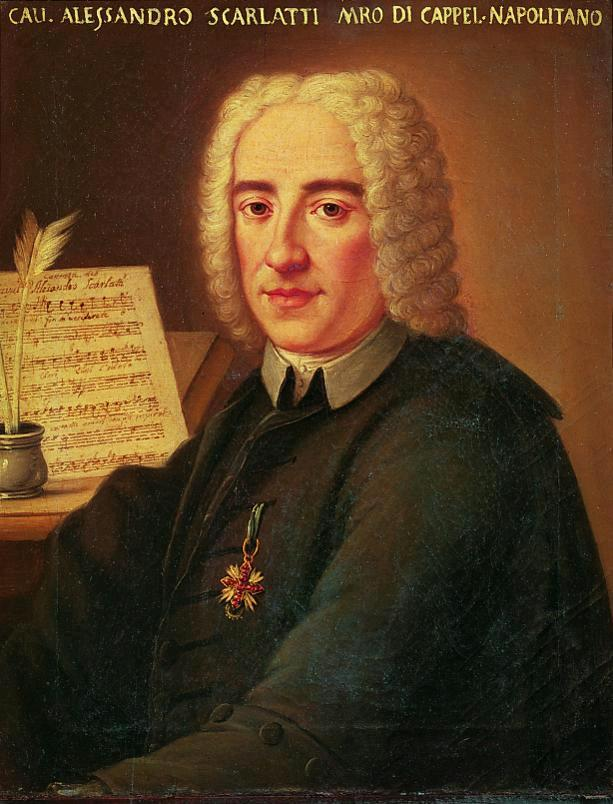
اَلِساندرو اِسکارلاتی

اَلِساندرو اِسکارلاتی (به ایتالیایی: Alessandro Scarlatti) آهنگساز ایتالیایی و پدر دومنیکو اسکارلاتی بود. او در ۲ مهٔ ۱۶۶۰ در تراپانی به‌دنیا آمد و در ۲۲ اکتبر ۱۷۲۵ در ناپل درگذشت. او به‌ویژه به‌خاطر اُپراهایش شناخته می‌شود. الساندرو اسکارلاتی بنیان‌گذار مکتب اپرای ناپل شمرده می‌شود.

## برخی از آثار
- استابات ماتر
- اُپراها

## شنیدن آثار
- youtube